# Лоне, Жан
Жан Мари Огюст Оле де Лоне или Делоне (фр. Jean Marie Auguste Aulay de Launay или фр. Delaunay; 1765—1841) — французский военный деятель, дивизионный генерал (1810 год), барон (1810 год), участник революционных и наполеоновских войн.

## Биография
Родился в семье Жана Оле де Лоне (фр. Jean Aulay de Launay) и Жанны Дюкассу (фр. Jeanne Ducassou). Лоне служил в торговом флоте, когда 6 января 1793 года поступил капитаном в 1-й батальон Горного легиона. 1 мая 1793 года был произведён на поле боя в командиры батальона и возглавил весь батальон. 14 апреля 1794 года дослужился до звания бригадного генерала. Служил в Армии Западных Пиренеев. 9 июня 1794 года Лоне был отстранён от службы как аристократ. 13 июня 1795 года возвратился в армию для отправки в колонии, но остался в метрополии. С 20 августа 1796 года сражался в рядах Итальянской армии Бонапарта. 24 октября был помещён в дивизию Массена. 11 ноября 1796 года в деле у Кальдьеро, где он командовал авангардом, Лоне проявил блестящую доблесть и захватил несколько позиций. Атакованный значительным подкреплением, которое только что получил противник, он был взят в плен и отпущен по просьбе Бонапарта.
18 марта 1797 года вновь уволен со службы. 10 февраля 1800 года возвратился к активной службе.
10 мая 1800 года женился на Элеоноре Симеон (фр. Éléonore Madeleine Sexte Siméon; 1784—1847), дочери известного политика Жозефа Симеона (фр. Joseph Jérôme Siméon; 1749—1842). В браке родились две дочери. 
В июне 1800 года возглавил бригаду в дивизии Манго в Итальянской армии. 3 июня он встретил вражеский отряд на высотах перед Реццо и заставил его сложить оружие. Находясь в Лавине, во главе всего лишь 400 человек 18-й полубригады лёгкой пехоты и 100 человек из 64-й линейной полубригады, он получил 5 июня приказ направиться на Мендатику и атаковать австрийцев, где бы он ни встретил их: он увидел австрийскую колонну на высотах Монтегабелло, оценил их силы в 3000 человек и разместил 200 своих людей на высотах Ливины, договорившись с ними о знаке, и путем прямого указания им не появляться до тех пор, пока не будет дан этот сигнал; в то же время он разместил на дороге в Мендатику отряд из 30 человек, которые, построенные в три линии в глубину, представляли собой голову колонны; затем он выделил 50 застрельщиков со стороны Монтегабелло, так что было почти невозможно не поверить, что значительная часть войск, которой предшествуют его застрельщики, действительно наступает. Он занял с остальными своими солдатами выгодную позицию у дороги, поджидал наступавших врагов и бросился на них в тот момент, когда они меньше всего ожидали нападения: неожиданность и порывистость движения французов, атаковавших сразу с трёх сторон, привел противника в страшное расстройство. Все были убиты или обращены в бегство: французы взяли в тот день 1500 пленных, захватили 6 флагов, орудие и 240 лошадей. Этот смелый манёвр обеспечил план главнокомандующего, выразившего свое удовлетворение действиям Лоне. 8 июля оккупировал Лукку.
С 23 сентября 1801 года оставался без служебного назначения. 10 октября передан в распоряжение Морского министра. С 27 августа 1803 года вновь без служебного назначения. 13 декабря 1803 года направлен в Лион. 26 июня 1804 года был определён в 8-й военный округ. 31 октября 1804 года назначен командующим департамента Буш-дю-Рон.
11 сентября 1805 года возглавил 1-ю бригаду 3-й пехотной дивизии генерала Молитора Итальянской армии маршала Массена. Отличился в сражении при Кальдьеро. 12 января 1806 года переведён с дивизией в Армию Далмации. 30 сентября 1806 года он во главе гренадеров захватил позицию перед Кастельнуово, обороняемую отрядом черногорцев и русским батальоном. 15 и 16 июня 1807 года он выбил противника с занимаемых им пунктов у Гларицы и Грацово, в результате чего тот потерял 400 человек, в том числе 300 убитыми на поле боя, артиллерию и боеприпасы. В результате этого дела он спас 65 русских пленных, которых турки собирались обезглавить. В ходе Австрийской кампании 1809 года командовал 2-й бригадой (79-й и 81-й полки линейной пехоты) 1-й пехотной дивизии генерала Монришара. 21 мая получил тяжёлое ранение в сражении при Госпиче. 28 мая оставлен в Фиуме вместе с другими ранеными и 3 июня попал в плен, но вскоре получил свободу в процессе обмена военнопленными.
15 августа 1809 года получил дотацию в 4000 франков ежегодной ренты с департамента Рим. 14 декабря 1809 года перешёл на службу Вестфальского королевства, где работал его тесть в качестве министра внутренних дел. 20 декабря Лоне стал бригадным генералом вестфальской службы. 11 января 1810 года стал дивизионным генералом вестфальской службы.
8 мая 1810 года возвратился на французскую службу с чином бригадного генерала и назначением в Армию Каталонии. 10 вернулся во Францию. С 21 ноября 1810 года служил в 7-м военном округе. 1 июня 1812 года определён в 23-й военный округ на Корсике, где он оставался до ноября 1814 года. 23 декабря 1814 года Лоне был отправлен в трёхмесячный отпуск за то, что получив поручение от генерала Бертье, о возвращении в Бастию боеприпасов, артиллерийских и инженерных объектов с острова Капрая, он оставил свой пост и сам отправился его выполнять, хотя ему следовало поручить эту экспедицию старшему офицеру. Однако, Лоне считал, что душевное состояние в Капрае и прежнее поведение жителей этого острова налагали на генерала обязанность действовать самостоятельно.
По истечении отпуска он вернулся на Корсику и находился в Кальви, когда 16 марта 1815 года получил от Наполеона три указа: в одном содержалось назначение его в чин генерал-лейтенанта (16 марта) и губернатора Корсики (26 марта); второй сделал его президентом правительственной хунты, которая должна была быть создана на острове, а третий приказал ему арестовать генерала Брюслара, королевского губернатора Корсики. 4 мая 1815 года возвратился во Францию. После второй Реставрации понижен 1 августа 1815 года в чине до лагерного маршала. 8 августа 1815 года назначен командующим департамента Вар. 2 ноября 1815 года отправлен с миссией на Корсику. 10 мая 1816 года был награждён почётным чином генерал-лейтенанта и 11 ноября 1816 года вышел в отставку. Умер 11 июня 1841 года. 

## Воинские звания
- Капитан (6 января 1793 года);
- Командир батальона (1 мая 1793 года);
- Бригадный генерал (14 апреля 1794 года);
- Бригадный генерал вестфальской службы (20 декабря 1809 года);
- Дивизионный генерал вестфальской службы (11 января 1810 года);
- Бригадный генерал (8 мая 1810 года);
- Генерал-лейтенант (16 марта 1815 года);
- Лагерный маршал (1 августа 1815 года);
- Генерал-лейтенант (10 мая 1816 года).

## Титулы

Герб барона

- Барон Делоне и Империи (фр. baron Delaunay et de l'Empire; декрет от 15 августа 1809 года, патент подтверждён 31 января 1810 года в Париже)[3][4].

## Награды
Легионер ордена Почётного легиона (11 декабря 1803 года)
 Коммандан ордена Почётного легиона (14 июня 1804 года)
 Кавалер военного ордена Святого Людовика (19 июля 1814 года)